# Pyrenäen-Löffelkraut
Das Pyrenäen-Löffelkraut (Cochlearia pyrenaica) ist eine Pflanzenart aus der Familie der Kreuzblütengewächse (Brassicaceae).
Für Luzern ist als Trivialname auch die Bezeichnung Steinschmükel belegt.

## Merkmale
Das Pyrenäen-Löffelkraut ist eine überwinternd grüne, krautige Pflanze, die Wuchshöhen von bis zu 50 cm erreicht. Der Stängel ist kahl. Ihre Laubblätter sind einfach. Die gestielten Grundblätter sind nierenförmig und 1,2 bis 4,5 (selten bis 8,0) cm breit. Die oberen Stängelblätter sind sitzend, herzförmig stängelumfassend, rundlich und bis 2,5 (selten bis zu 3,5) cm lang.
Die Blüten befinden sich in einem blattlosen, traubigen Blütenstand. Die zwittrigen Blüten sind vierzählig. Die Kelchblätter haben eine Größe von 2 bis 3 mm. Die vier weißen Kronblätter sind 4 bis 8 mm lang.
Die meist aufrecht von der Traubenachse abstehenden Fruchtstiele höchstens so lang wie das Schötchen. Ihre Frucht ist ein elliptisch oder eiförmig, beidseitig zugespitztes Schötchen. Der Griffel ist an reifen Früchten meist 0,3 bis 0,5 (0,2 bis 0,6) mm lang. Die Samen sind meist 1,5 bis 2,2 (1,3 bis 2,6) mm lang.
Die Chromosomenzahl beträgt 2n = 12.

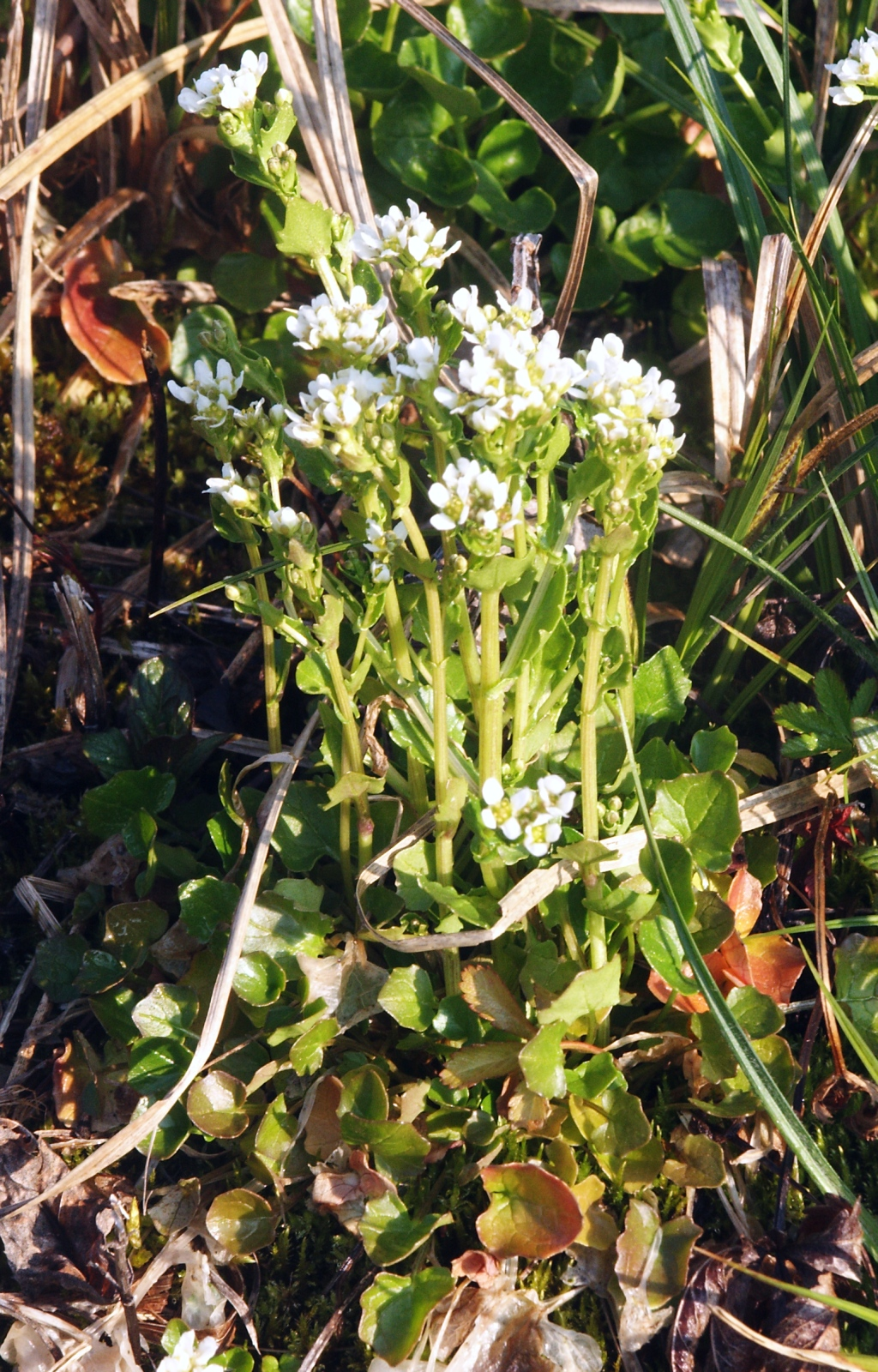
Pyrenäen-Löffelkraut (Cochlearia pyrenaica)

## Vorkommen
Das Pyrenäen-Löffelkraut ist in den europäischen Gebirgen mit Einschluss der Pyrenäen verbreitet und steht unter Naturschutz. Es wächst in Mitteleuropa auf kühlen, sickernassen, kalkhaltigen, milden Torfböden mit tuffbildenden Moosen und ist eine Charakterart des Cochleario-Cratoneuretum aus dem Verband Cratoneurion. Es kommt aber auch im Kontakt mit Gesellschaften der Verbände Agropyro-Rumicion oder Caricion davallianae vor.
Das Pyrenäen-Löffelkraut ist auch in Deutschland heimisch und kommt vor allem südlich der Donau vor. Auch im Quellgebiet der Alme (Sauerland, Nähe Brilon) ist das Pyrenäen-Löffelkraut zu finden.
Die ökologischen Zeigerwerte nach Landolt et al. 2010 sind in der Schweiz: Feuchtezahl F = 4+w+ (nass aber stark wechselnd), Lichtzahl L = 3 (halbschattig), Reaktionszahl R = 4 (neutral bis basisch), Temperaturzahl T = 2+ (unter-subalpin und ober-montan), Nährstoffzahl N = 2 (nährstoffarm), Kontinentalitätszahl K = 2 (subozeanisch).
Die Art gilt nach der Roten Liste als gefährdet (Stufe 3). Die gegen Wuchsortsveränderungen hochempfindliche Reliktart ist vor allem durch Drainagen und durch Aufforstungen mit Fichten bedroht.